# 도카치 종합진흥국

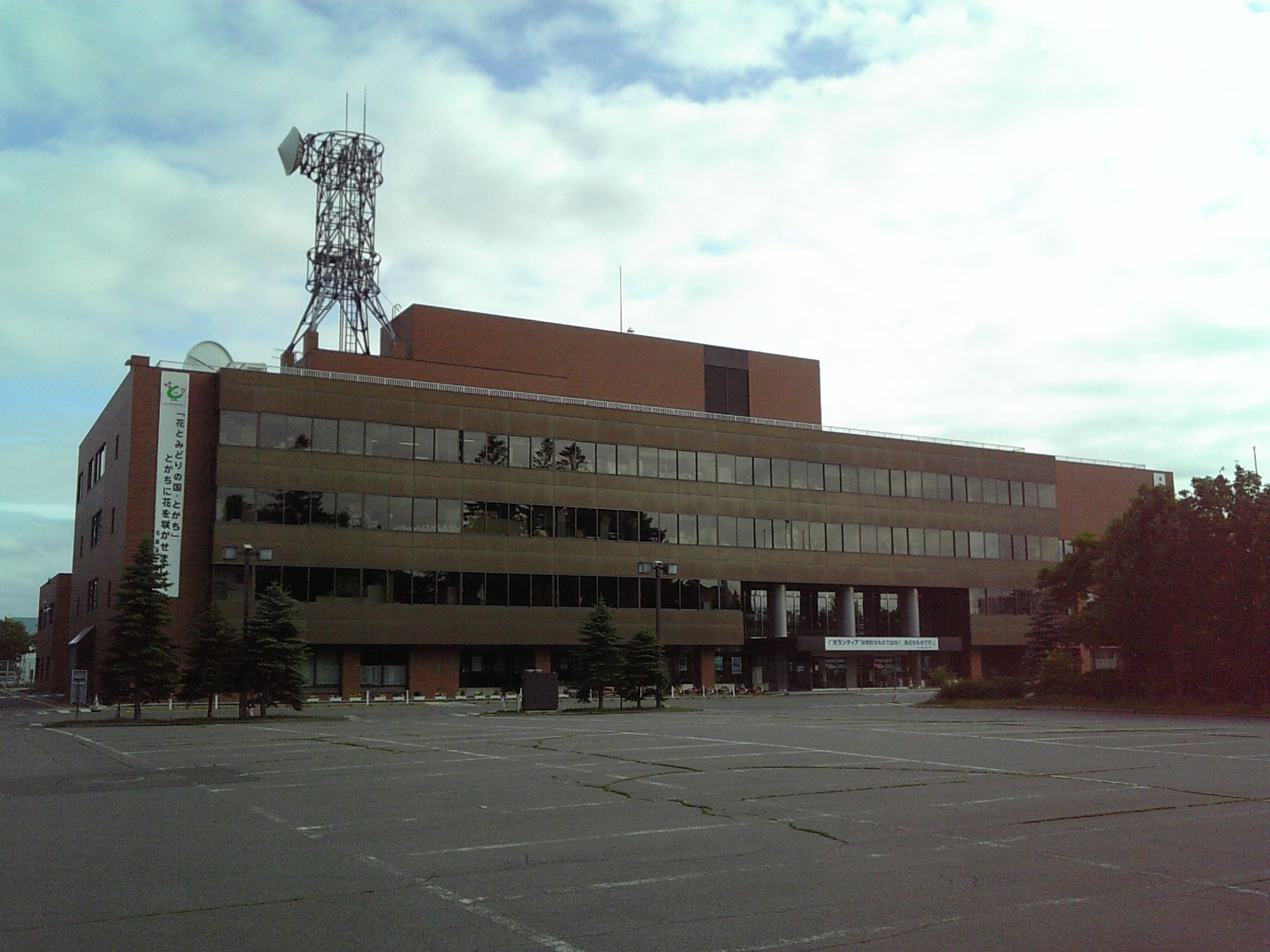

도카치 종합진흥국(일본어: 十勝総合振興局 도카치소고신코쿄쿠[*])은 2010년 4월 1일에 홋카이도의 도카치 지청 대신 설치된 종합 진흥국이다. 진흥국 소재지는 오비히로시이다.

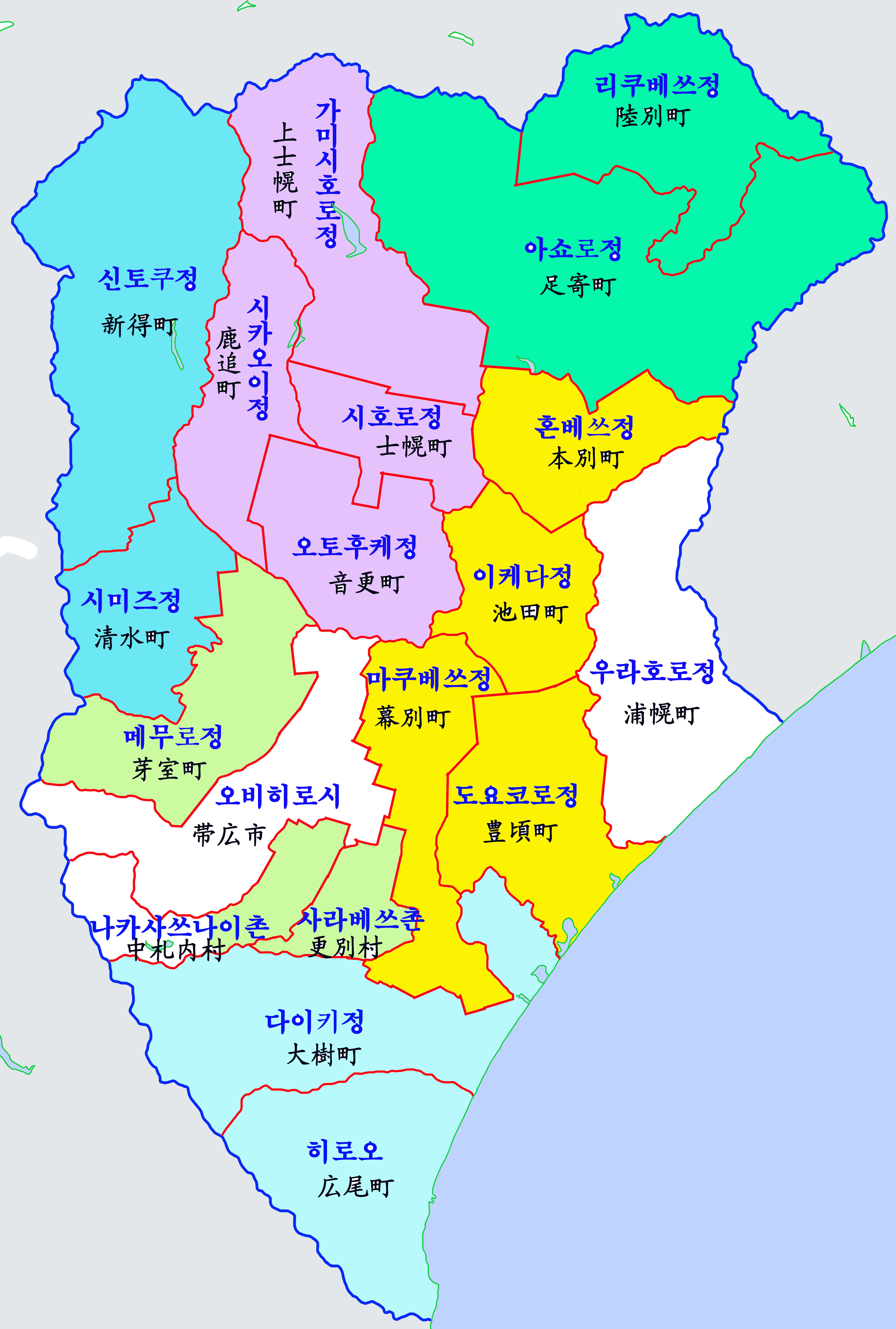

## 행정구역
- 오비히로시(帯広市)
- 가미카와군
  - 신토쿠정(新得町) - 시미즈정(清水町)
- 나카가와군
  - 마쿠베쓰정(幕別町)  - 이케다정(池田町)  - 도요코로정(豊頃町)  - 혼베쓰정(本別町)
- 가토군
  - 오토후케정(音更町)  - 시호로정(士幌町)  - 가미시호로정(上士幌町)  - 시카오이정(鹿追町)
- 가사이군
  - 메무로정(芽室町)  - 나카사쓰나이촌(中札内村)  - 사라베쓰촌(更別村)
- 히로오군
  - 다이키정(大樹町)  - 히로오정(広尾町)
- 아쇼로군
  - 아쇼로정(足寄町)  - 리쿠베쓰정(陸別町)
- 도카치군
  - 우라호로정(浦幌町)